# Carlinhos de Jesus
Carlinhos de Jesus (Rio de Janeiro, 27 de janeiro de 1953) é um dançarino e coreógrafo brasileiro.
Em 1991, Carlinhos foi o único dançarino popular com participação especial no Rock in Rio daquele ano.

## Biografia
Nascido no bairro de Marechal Hermes e criado em Cavalcanti, tornou-se um expoente da dança de salão no Brasil, apresentando-se em espetáculos teatrais e em programas de televisão. Atualmente é diretor da Casa de Dança Carlinhos de Jesus, no Rio de Janeiro, e proprietário da casa noturna Lapa 40 Graus Sinuca & Gafieira. No carnaval, além de ter sido coreógrafo da comissão de frente da Escola de Samba Estação Primeira de Mangueira, ele arrasta uma multidão com o seu "Bloco dois pra lá, dois pra cá", desde 1991, que percorre as Ruas do bairro de Botafogo e Copacabana. Tendo concentração em frente a sua Casa de dança e término na Praça do Lido em Copacabana.
O músico Carlos Eduardo Mendes de Jesus, filho de Carlinhos de Jesus, foi assassinado na madrugada de 19 de novembro de 2011. Dudu, como era conhecido, saía de um bar em Realengo, na Zona Oeste do Rio. Segundo a polícia, o musico foi atingido por disparos feitos por dois homens que passaram em uma motocicleta em frente ao local. O músico chegou a ser levado para o Hospital Estadual Albert Schweitzer, mas não resistiu aos ferimentos. Pelo Twitter, ele comentou a morte do filho: "DOR! Insuportável perder quem amamos! Perco meu filho brutalmente. Estou em Caxias do Sul tentando voltar o quanto antes".
Em abril de 2020, testou positivo para o COVID-19, junto a sua mulher. Ambos ficaram em quarentena domiciliar. 
Em 2025, coreografou o espetáculo de teatro musical Chatô e os Diários Associados - 100 anos de paixão, escrito por Fernando Morais e Eduardo Bakr e dirigido por Tadeu Aguiar. 

### Coreógrafo das escolas de samba
Carlinhos que era coreógrafo da comissão de frente da Estação Primeira de Mangueira desde 1998, abandonou o cargo da escola em 2008, mas retornou a escola fazendo a coreografia da bateria em 2010, no mesmo ano foi convidado a ser coreografo da escola Boi da Ilha do Governador e em 2011 foi convidado para coreografar de comissão de frente da Beija-Flor e Em Cima da Hora, que está nos grupos inferiores. Após sair da Beija-Flor no carnaval 2011, foi coreografou a comissão de frente do Império Serrano e ainda, diretor artístico da Unidos de Vila Isabel. Apos a saída do coreografo da Vila Isabel, Carlinhos fora convidado para elaborar e coreografar a comissão do ano seguinte, porém acabou por ser recontratado pela Estação Primeira de Mangueira. 
Mas em 2017 retorna a comandar a comissão de frente, dessa vez da União da Ilha do Governador e foi contratado pela Portela no carnaval 2019, em que permaneceu até 2020, após não ter seu contrato renovado. Atuou também como coréografo da Unidos do Porto da Pedra.

## Filmografia
| Ano  | Filme             | Papel                          | Ref.  |
| ---- | ----------------- | ------------------------------ | ----- |
| 1989 | Orquídea Selvagem | O próprio (Carlinhos de Jesus) | [ 7 ] |
| 1990 | Dançando Lambada  | Temistocles Diegues            | [ 8 ] |
| 1997 | Navalha na Carne  |                                | [ 9 ] |

## Prêmios e Indicações
| Ano  | Prêmio                                                                | Categoria                                               | Papel/Trabalho         | Ref.          |
| ---- | --------------------------------------------------------------------- | ------------------------------------------------------- | ---------------------- | ------------- |
| 1985 | Estandarte de Ouro                                                    | Melhor Passista Masculino do Carnaval do Rio de Janeiro | Em Cima da Hora        |               |
| 1990 | Prêmio Antena de Ouro (Federação de Associações de Rádio e Televisão) | Destaque do Ano                                         | Coreógrafo e Dançarino |               |
| 1995 | Conselho do Carnaval da Cidade do Rio de Janeiro – Museu do Carnaval  | Destaque do Carnaval                                    |                        |               |
| 1998 | Estandarte de Ouro                                                    | Melhor comissão de frente                               | Mangueira              | [ 10 ]        |
| 1999 | Estandarte de Ouro                                                    | Melhor comissão de frente                               | Mangueira              |               |
| 2000 | Tamborim de Ouro                                                      | Melhor comissão de frente                               | Mangueira              |               |
| 2000 | Prêmio Radio Mania FM                                                 | Melhor comissão de frente                               | Mangueira              |               |
| 2003 | Tamborim de Ouro                                                      | Melhor comissão de frente                               | Mangueira              |               |
| 2007 | Estandarte de Ouro                                                    | Melhor comissão de frente                               | Mangueira              |               |
| 2010 | Estrela do Carnaval                                                   | Originalidade como Coreógrafo da Bateria                | Mangueira              |               |
| 2014 | Tamborim de Ouro                                                      | Melhor comissão de frente                               | Mangueira              |               |
| 2014 | Estandarte de Ouro                                                    | Melhor comissão de frente                               | Mangueira              |               |
| 2017 | Estandarte de Ouro                                                    | Melhor comissão de frente                               | União da Ilha          | [ 11 ] [ 12 ] |
| 2017 | Gato de Prata                                                         | Melhor comissão de frente                               | União da Ilha          | [ 13 ]        |
| 2019 | Estandarte de Ouro                                                    | Melhor comissão de frente                               | Portela                | [ 14 ]        |
| 2019 | Tamborim de Ouro                                                      | Melhor comissão de frente                               | Portela                | [ 15 ]        |

### Honrarias
- 1985 - Prêmio Hors Concours - Melhor dançarino popular do Rio de Janeiro
- 1992 - Medalha Tiradentes: Condecoração Maior da Assembléia Legislativa do RJ.
- 1995 - Medalha Pedro Ernesto - Título de 'Comendador': Condecoração Maior dada pela Câmara dos Vereadores do RJ
- 1997 - Moção de Congratulações - Oferecido pela Câmara de Vereadores da cidade do Rio de Janeiro por "elevar e consagrar a cultura carioca, divulgando o nome do Rio de Janeiro em todo o país e no mundo".
- 2004 - Diploma e Medalha do Mérito Artístico e Cultural oferecido pela Academia Brasileira de Arte Cultura e História e pela Secretaria da Cultura do Estado de São Paulo;
- 2004 - Prêmio “Carioca 10” de turismo e negócios – Rio Convention & Visitors Bureau
- 2016 - Homenageado na Festa Nacional da Musica – Porto Alegre – RS
- 2016 - Premiado com a Ordem do Mérito Cultural, oferecido pelo Ministério da Cultura.